# سیریل انگونگه
سیریل انگونگه (انگلیسی: Cyril Ngonge؛ زادهٔ ۲۶ مهٔ ۲۰۰۰) بازیکن فوتبال اهل بلژیک است.
از باشگاه‌هایی که در آن بازی کرده‌است می‌توان به باشگاه فوتبال کلوب بروژ اشاره کرد.
وی همچنین در تیم‌های ملی فوتبال زیر ۱۵ سال، زیر ۱۷ سال، زیر ۱۷ سال، زیر ۱۸ سال و زیر ۱۹ سال بلژیک بازی کرده‌است.